# Accademia degli Incamminati

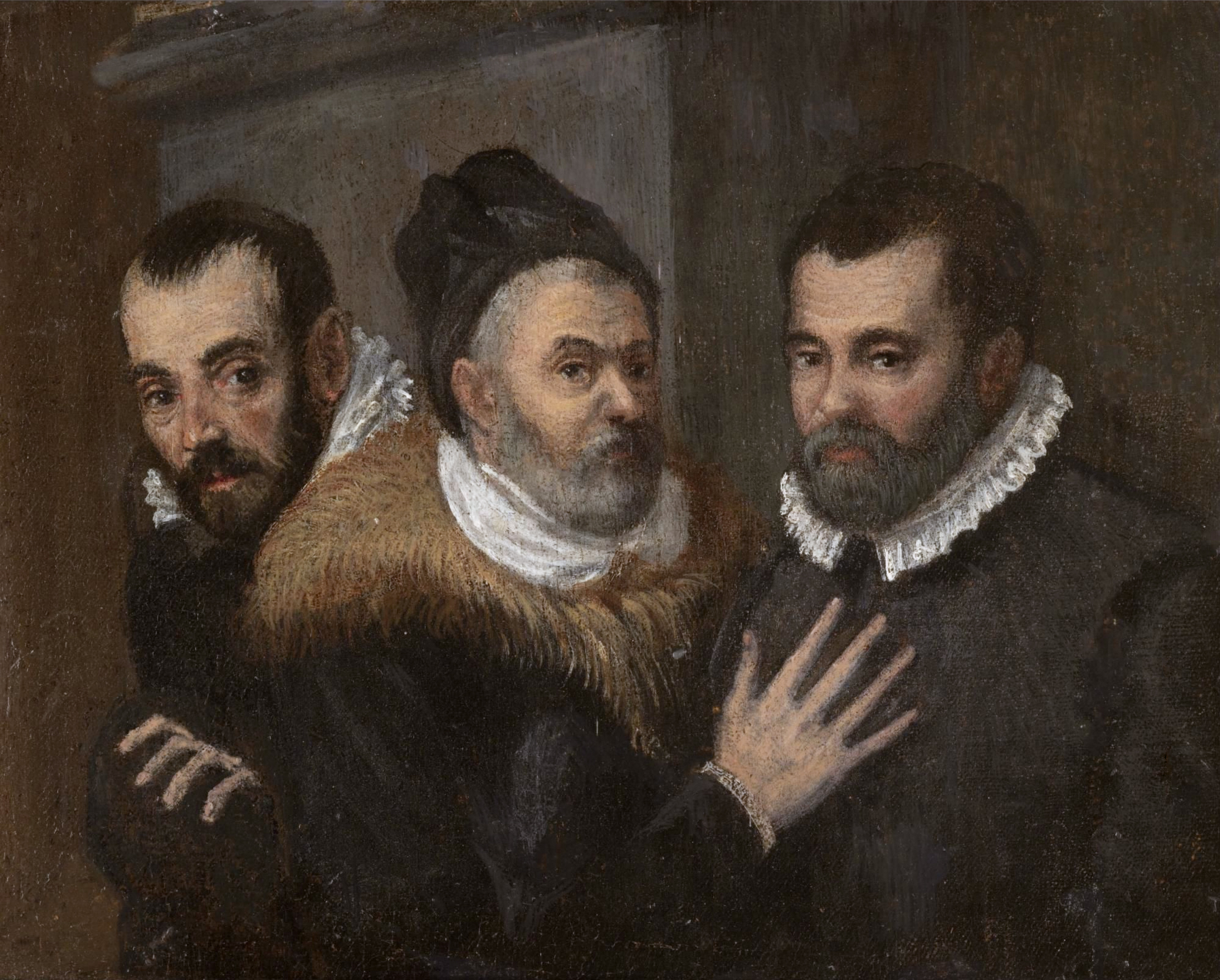
Ritratto di Annibale, Ludovico e Agostino Carracci

L'Accademia degli Incamminati è una delle prime accademie d'arte in Italia. 

## Descrizione e storia

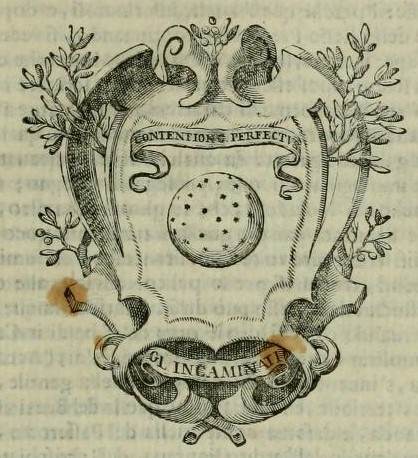
Stemma con il motto Contentione perfectus degli Incamminati, dalla Felsina pittrice di Carlo Cesare Malvasia

Nacque come Accademia del Naturale, in quanto la sua finalità era quella di promuovere negli allievi la riproduzione del vero, conformemente alle leggi vasariane della verosimiglianza. L'Accademia, fondata a Bologna verso il 1582 dai Carracci (Agostino, Annibale e Ludovico), era originariamente denominata Accademia dei Desiderosi. Lo scopo di questo istituto privato di artisti era quello di garantire una formazione completa a livello pratico quanto teorico non solo in arte ma anche in altre attività considerate minori a quei tempi. Gli allievi potevano anche contare su libri appositamente per loro pubblicati. L'Accademia era frequentata non solo da pittori ma anche da scienziati come Ulisse Aldrovandi e Giovanni Antonio Magini e da poeti come Cesare Rinaldi, Claudio Achillini e Girolamo Preti.
Nell'Accademia degli Incamminati gli artisti potevano disegnare dal vivo i modelli nudi, proibiti dalla Chiesa in pieno spirito della Controriforma. La nascita di questa e altre accademie comunque sta ad indicare il desiderio degli artisti di essere considerati alla pari di poeti e musicisti e non più solo come semplici artigiani.

### Membri illustri
- Giacomo Santarelli